# Оголений страх
Оголений страх — трилер 2007 року.

## Сюжет
Збожеволілий мисливець надає перевагу особливому виду видобутку. Жахливий маніяк примушує жінок роздягатися і тікати від нього. А він, озброєний до зубів, переслідує їх. Шансів у жертви немає абсолютно ніяких. Але одного разу йому попадається дівчина, яка дуже хоче вижити. З такою жагою до життя у неї з'являється шанс на порятунок.